# Avenida Pensilvania (San Diego)
La Avenida Pensilvania o la Pennsylvania Avenue es una calle de sentido oeste y este localizada en el famoso barrio Hillcrest, San Diego, California.

## Trazado
La Avenida Pensilvania inicia su recorrido en un cul-de-sac en el famoso barrio gay de San Diego, Hillcrest, y pasa por varias intersecciones, aunque solo una podría considerarse principal, como lo es la Primera Avenida y la Cuarta Avenida que son muy transitada, la Avenida Pensilvania pasa también por la Tercera Avenida, Quinta Avenida, Sexta Avenida hasta terminar en la Séptima Avenida cerca de la Autovía Cabrillo.

## Lugares de interés
La avenida pasa por una zona muy comercial, llena de restaurantes, salones de belleza, tiendas, y edificios de oficinas. En su recorrido cerca de la Sexta Avenida se encuentra la All Saints Episcopal School (‘Escuela Episcopal de Todos los Santos’).